# David Winters
David Winters, nato David Weizer (Londra, 5 aprile 1939 – Fort Lauderdale, 23 aprile 2019), è stato un attore, ballerino, coreografo, produttore cinematografico, produttore televisivo, regista e sceneggiatore britannico naturalizzato statunitense.

## Filmografia parziale

### Produttore

#### Cinema
- Linda Lovelace for President, regia di Claudio Guzmán e Arthur Marks (1977)

- Lady Chatterley Junior (Young Lady Chatterley), regia di Alan Roberts (1977)
- Killer Workout, regia di David A. Prior (1987)
- Deadly Prey, regia di David A. Prior (1987)
- La squadra della morte (Mankillers), regia di David A. Prior (1987)
- Death Chase, regia di David A. Prior (1988)
- Night Wars, regia di David A. Prior (1988)
- Operation Warzone, regia di David A. Prior (1988)
- Phoenix the Warrior, regia di Robert Hayes (1988)
- Inferno in guerra (Hell on the Battleground), regia di David A. Prior (1988)
- Città senza futuro (Dead End City), regia di Peter Yuval (1988)
- Morte nella giungla (Jungle Assault), regia di David A. Prior (1989)
- L'ordine dell'aquila (Order of the Eagle), regia di Thomas Baldwin (1989)
- Reazione mortale (Deadly Reactor), regia di David Heavener (1989)
- Fuoco incrociato (Rapid Fire), regia di David A. Prior (1989)
- Il giustiziere (The Bounty Hunter), regia di Robert Ginty (1989)
- Alleanza finale (Time Burst: The Final Alliance), regia di Peter Yuval (1989)
- Furia bianca (White Fury), regia di David A. Prior (1989)
- Future Force, regia di David A. Prior (989)
- Unico ordine, uccidere (Born Killer), regia di Kimberley Casey (1989)
- Scuola militare (Shooters), regia di Peter Yuval (1989)
- The Lost Platoon, regia di David A. Prior (1990)
- A un passo dalla morte (The Revenger), regia di Cedric Sundstrom (1990) - non accreditato
- Fatal Skies, regia di Thomas E. Dugan (1990)
- Future Zone, regia di David A. Prior (1990)
- Forza da sbarco (Invasion Force), regia di David A. Prior (1990)
- L'ultima sfida (The Final Sanction), regia di David A. Prior (1990)
- Commando mortale (Lock 'n' Load), regia di David A. Prior (1990)
- Ballo mortale (Deadly Dancer), regia di Kimberley Casey (1990)
- Forza di fuoco (Firehead), regia di Peter Yuval (1991)
- Intuizioni mortali (Raw Nerve), regia di David A. Prior (1991)
- The Last Ride, regia di Karl Krogstad (1991)
- Presumed Guilty, regia di Lawrence L. Simeone (1991)
- Dark Rider, regia di Bob Ivy (1991)
- Maximum Breakout, regia di Tracy Lynch Britton (1991)
- Cop-Out, regia di Lawrence L. Simeone (1991)
- Il centro della ragnatela (Center of the Web), regia di David A. Prior (1992)
- Armed for Action, regia di Bret McCormick (1992)
- Duplice inganno (Double Threat), regia di David A. Prior (1992)
- Blood on the Badge, regia di Bret McCormick (1992)
- Night Trap - Nel cuore del maligno (Night Trap), regia di David A. Prior (1993)
- Soli contro il crimine (Raw Justice), regia di David A. Prior (1994)
- Il silenziatore (Codename: Silencer), regia di Talun Hsu (1995)
- Rhythm & Blues, regia di Stephen Lennhoff (2000)
- Devil's Harvest, regia di James Shanks (2003)
- The King Maker, regia di Lek Kitaparaporn (2005)

#### Televisione
- Lucy in London, regia di Steve Binder – film TV (1966)
- The Leslie Uggams Show – serie TV (1969)
- The Barbara McNair Show – serie TV, episodi 2x01-2x08-2x30 (1970-1971)
- Story Theatre – serie TV, episodio 1x01 (1971)
- Half the George Kirby Comedy Hour – serie TV, episodio 1x01 (1972)
- George – serie TV, episodio 1x23 (1972)
- Old Faithful, regia di Jorn H. Winther – film TV (1973)
- Rollin' on the River – serie TV, 54 episodi (1971-1973)
- Saga of Sonora, regia di Marty Pasetta – film TV (1973)

### Attore
- The Philco Television Playhouse – serie TV (1952)
- ABC Album – serie TV (1953)
- Lux Video Theatre – serie TV (1953)
- Roogie's Bump, regia di Harold Young (1954)
- Il re del rock and roll (Rock Rock Rock!), regia di Will Price (1956)
- West Side Story, regia di Jerome Robbins e Robert Wise (1961)
- Bus Stop – serie TV, episodio 1x13 (1961)
- I detectives (The Detectives) – serie TV, episodio 3x07 (1961)
- The Greatest Show on Earth – serie TV, episodio 1x08 (1963)
- Squadra d'emergenza (The New Interns), regia di John Rich (1964)
- The Crazy-Quilt, regia di John Korty (1966)
- The Last Horror Film, regia di David Winters (1982)
- Welcome 2 Ibiza, regia di David Winters (2003)
- Blackbeard – miniserie TV (2006)
- Teddy Bear, regia di Mads Matthiesen (2012)
- Dragonwolf, regia di Raimund Huber (2013)
- Dancin': It's On!, regia di David Winters (2015)

### Regista e produttore

#### Cinema
- I giganti del brivido (Once Upon a Wheel) - documentario (1971)
- Alice Cooper: Welcome to My Nightmare - documentario (1975)
- Racquet (1979)
- The Last Horror Film (1982) - anche sceneggiatore
- Missione letale (Mission Kill) (1985) - anche sceneggiatore
- Rage to Kill (1987) - anche sceneggiatore
- Codice segreto (Code Name Vengeance) (1987)
- Space Mutiny - Duello nel cosmo (Space Mutiny) (1988)
- The Dangerous, co-regia di Rod Hewitt (1995)
- Fight and Revenge (1997)
- Welcome 2 Ibiza (2003)
- Dancin': It's On! (2015) - anche sceneggiatore

#### Televisione
- Il dottor Jekyll e Mister Hyde (Dr. Jekyll and Mr. Hyde) – film TV (1973)

### Regista

#### Cinema
- Thrashin' - Corsa al massacro (Thrashin') (1986)

#### Televisione
- I Monkees – serie TV, episodi 2x11-2x25 (1967-1968)

### Coreografo
- Viva Las Vegas (1964)
- Non mandarmi fiori! (1964)
- Shindig! (1964; TV)
- La gatta con la frusta (1964)
- Pigiama party (1964)
- Febbre sulla città (1965)
- Pazzo per le donne (1965)
- Per un pugno di donne (1965)
- Billie (1965)
- La ragazza yè yè (1966)
- Alice Cooper: The Nightmare (1975)
- È nata una stella (1976)
- Donny and Marie (1976-1977; TV)
- Blame It on the Night (1984)